# Rakion
Rakion là một game hành động cho phép bạn kết nối trong thời gian thực, do công ty Softnyx sản xuất (cũng là nhà sản xuất của Gunbound) trò chơi có cấu hình mang lịch sử châu âu với đồ họa 3D rất bắt mắt.

## Cách chơi
người chơi sẽ điều khiển nhân vật chính của mình sử dụng các chiêu thức combo có sẵn để hạ triệt đối phương. Như trong các trò chơi theo lượt, người chơi sẽ được gia tăng sức mạnh nhân vật của mình bằng cách tăng chỉ số tiềm năng cho nhân vật khi đạt đến một cấp độ nhất định. và sức mạnh cho các chiêu thức của nhân vật cũng nhờ tiềm năng tăng khả năng như thao tác nhanh (animation), sức tấn công cao hơn (damage).
Người chơi cũng có thể sở hữu các chiến thú trong hệ thống pet. chiến thú có thể sử dụng trong PVP trừ khi phòng đó không cho phép. ngoài ra chế độ PVP người chơi còn có thể tạo phòng đi cảnh (nhiệm vụ) trong lúc khó khăn về mặt tấn công. người chơi có thể sử dụng chiến thú để trợ giúp tiêu diệt quái vật.

## Trường phái
Rakion phân 5 trường phái bao gồm. Swordsman,Archer,Mage,Ninja,Blacksmith
Swordsman là một trong các nhân vật gây sát thương cao trong rakion. nó thuộc nhân vật có kỹ năng cân bằng nhất trong rakion, không giống như Blacksmith. Swordsman có thể gây sát thương cao về mặt cận chiến. nhưng sẽ không chậm hơn Blacksmith mặc dù sức sát thương bằng 2/3 của Blacksmith
Archer là một nhân vật tốt nhất trong tấn công tầm xa. Nó có cây cung và một thanh kiếm nhỏ. Lợi thế nhân vật này là tính chính xác và tốc độ của mũi tên. vì vậy. Archer có thể dễ dàng chiến dấu với người chơi khác ở khoảng cách xa. Tuy nhiên, kỹ năng gây sát thương cao của Archer sử dụng kiếm sẽ là một điểm yếu bởi vì đã chiếm quá nhiều thời gian cử động sau khi sử dụng kỹ năng đó. nhưng, điều đó có thể phụ thuộc người chơi tăng điểm ưu tiên về mặt thủ hoặc tấn công.
Mage là nhân vật trong giống búp bê và nhỏ nhất trong Rakion. không phải rất mạnh mẽ nhưng được nhanh nhẹn và khéo léo, có thể được HP bằng kỹ năng sau khi cuồng độ. Mage giữ lợi thế về sức tấn công và chính xác rất cao. nhưng bù lại lượng HP cho nhân vật này lại chiếm con số thấp nhất trong 5 nhân vật của rakion, Mage cũng có thể đóng băng kẻ thù phía trước hoặc sử dụng lốc xoáy đẩy kẻ thù ra xa vì vậy đối với game thủ chuyên nghiệp khi chơi Mage sẽ có nhiều lợi thế tốt cho nhóm về mặt cận chiến.
Ninja có thể hạ ngục đối thủ bằng mốt số kỹ năng trong vài giây. Ninja thuộc nhân vật máu yếu và phòng thủ yếu, sức tấn công không cao. tốc độ phản ứng nhanh nhất trong các nhân vật rakion. Ninja sử dụng tốc độ của mình để phòng thủ vì nó có sức mạnh đặc biệt của việc sử dụng kỹ năng "lướt" làm cho nó không thể đánh được nếu bạn biết làm thế nào để sử dụng hoàn hảo.
Blacksmith là nhân vật có mức độ HP và phòng thủ lẫn tấn công cao nhất trong Rakion. nhưng bù lại tốc độ phản ứng cũng chiếm thấp nhất trong các nhân vật. Blacksmith hay sử dũng kỹ năng gây sát thương cao. chỉ cần 1 hit có thể giảm tới 70% lượng máu của 1 mage, mặc dù Blacksmith cho là nhân vật sử dụng nhiều nhất trong Rakion nhưng về mặt trận chiến Blacksmith mất lợi thế với tốc độ cũng là một nguyên dân khiến nhân vật này it ai quan tâm trong thế giới Rakion.